# 1930 în artă
← 1927 în artă — 1928 în artă — 1929 în artă ——  1930 în artă  —— 1931 în artă — 1932 în artă — 1933 în artă →
1939 în artă implică o serie de evenimente:

## Evenimente

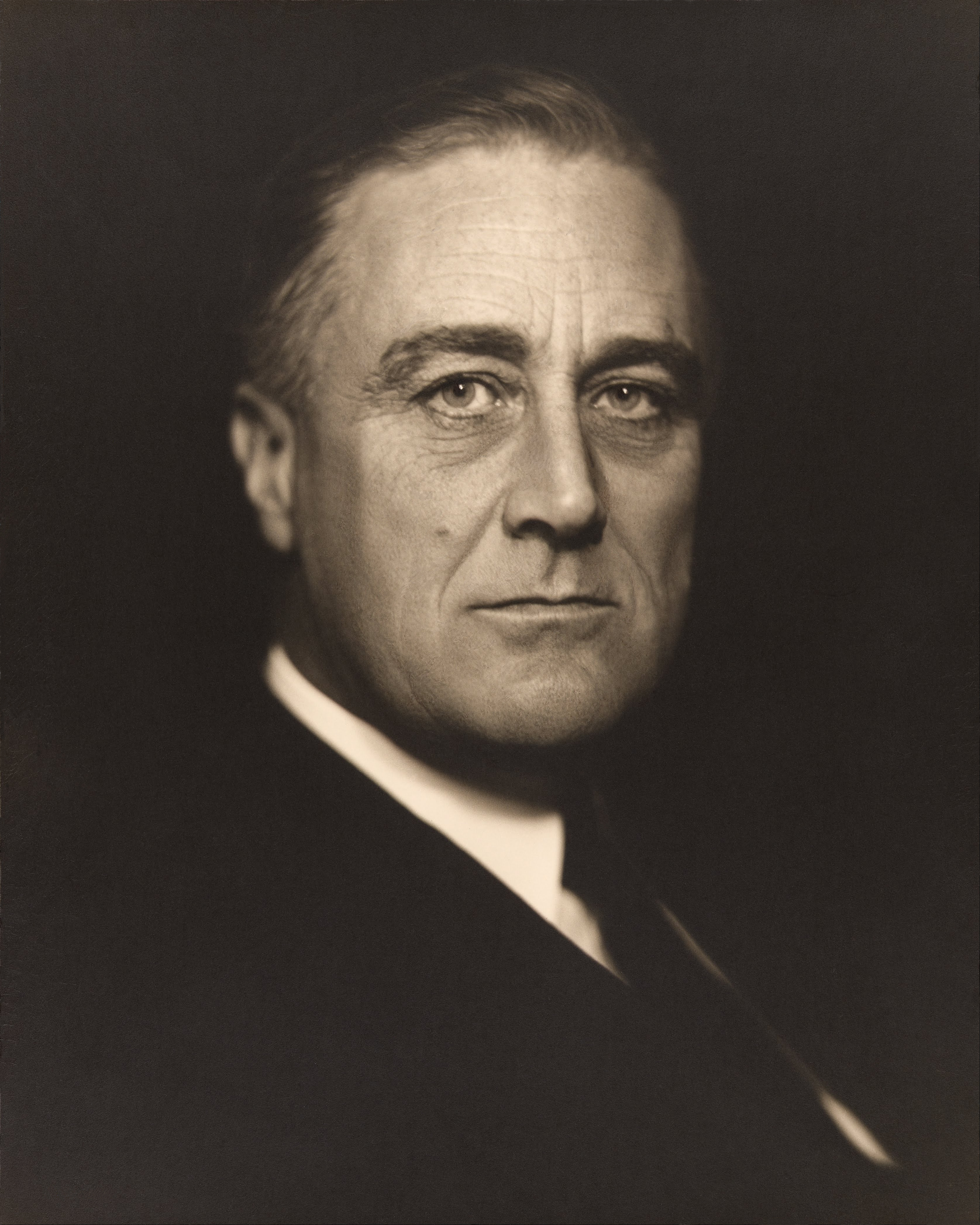
1930 — Vincenzo Laviosa (Vincenzo Laviosa (1887 – 1935) - Portret al președintelui american Franklin D. Roosevelt

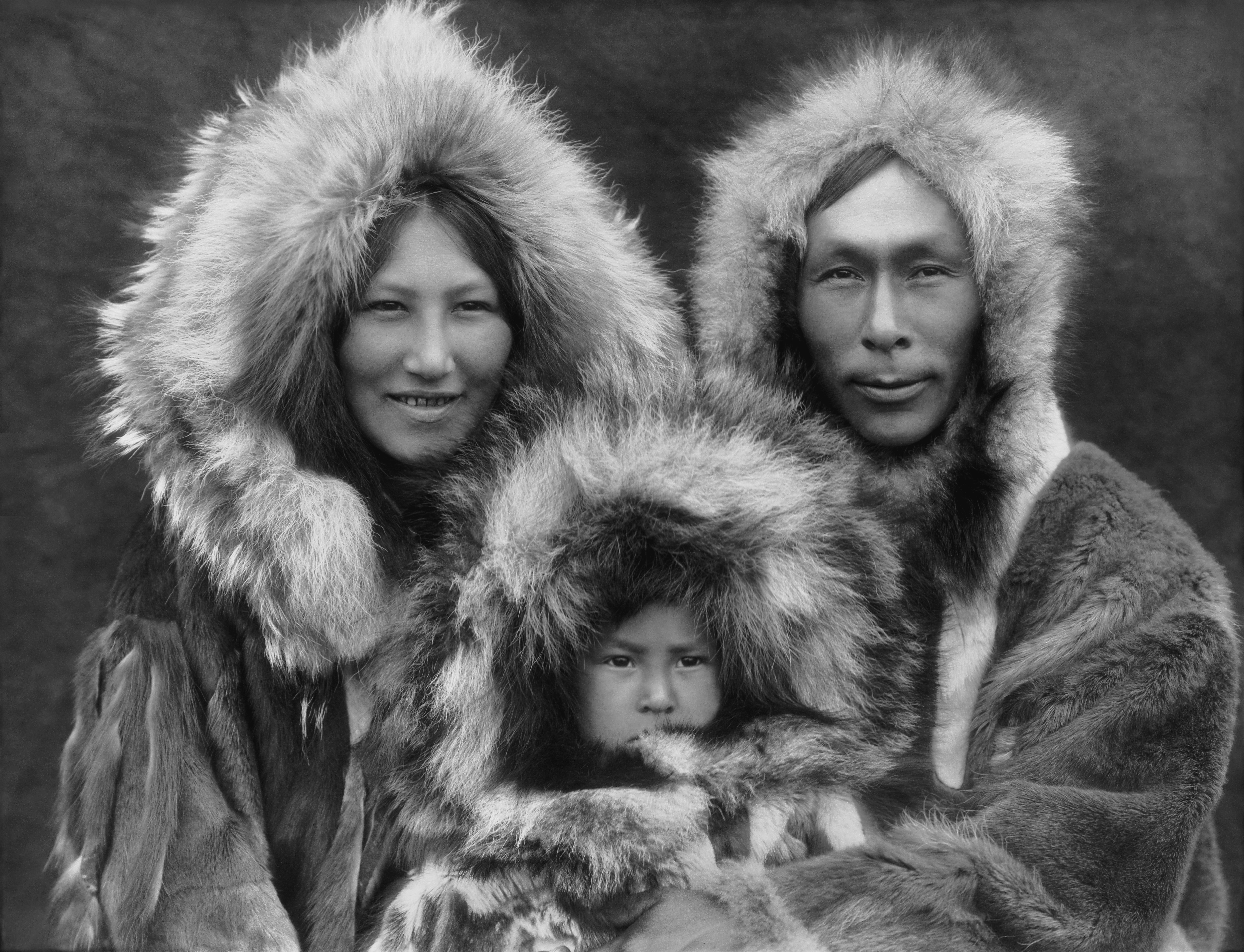
1930 — Familie (din Tribul Inupiat), Noatak, statul, autor Edward S. Curtis
(1868 - 1952), WikiData:Q433128, celebru fotograf american, renumit pentru impactul său internațional asupra rolului fotografiei în arta modernă.

### Evenimente artistice oriunde
- 1 martie
- 31 mai –

 Fără date precise 

## Nașteri

### Ianuarie - iunie
- 1 ianuarie –
- 23 ianuarie –
- 3 martie –
- 28 martie –
- 24 aprilie –
- 7 mai –
- 22 iunie –

### Iulie - decembrie
- 3 iulie –
- 25 iulie –
- 1 august –
- 3 septembrie –
- 3 octombrie –
- 6 octombrie –

## Decese
- 23 ianuarie –
- 19 februarie –
- 16 martie –
- 15 mai –

## Galerie (lucrări din 1930)

Lucrări reprezentative
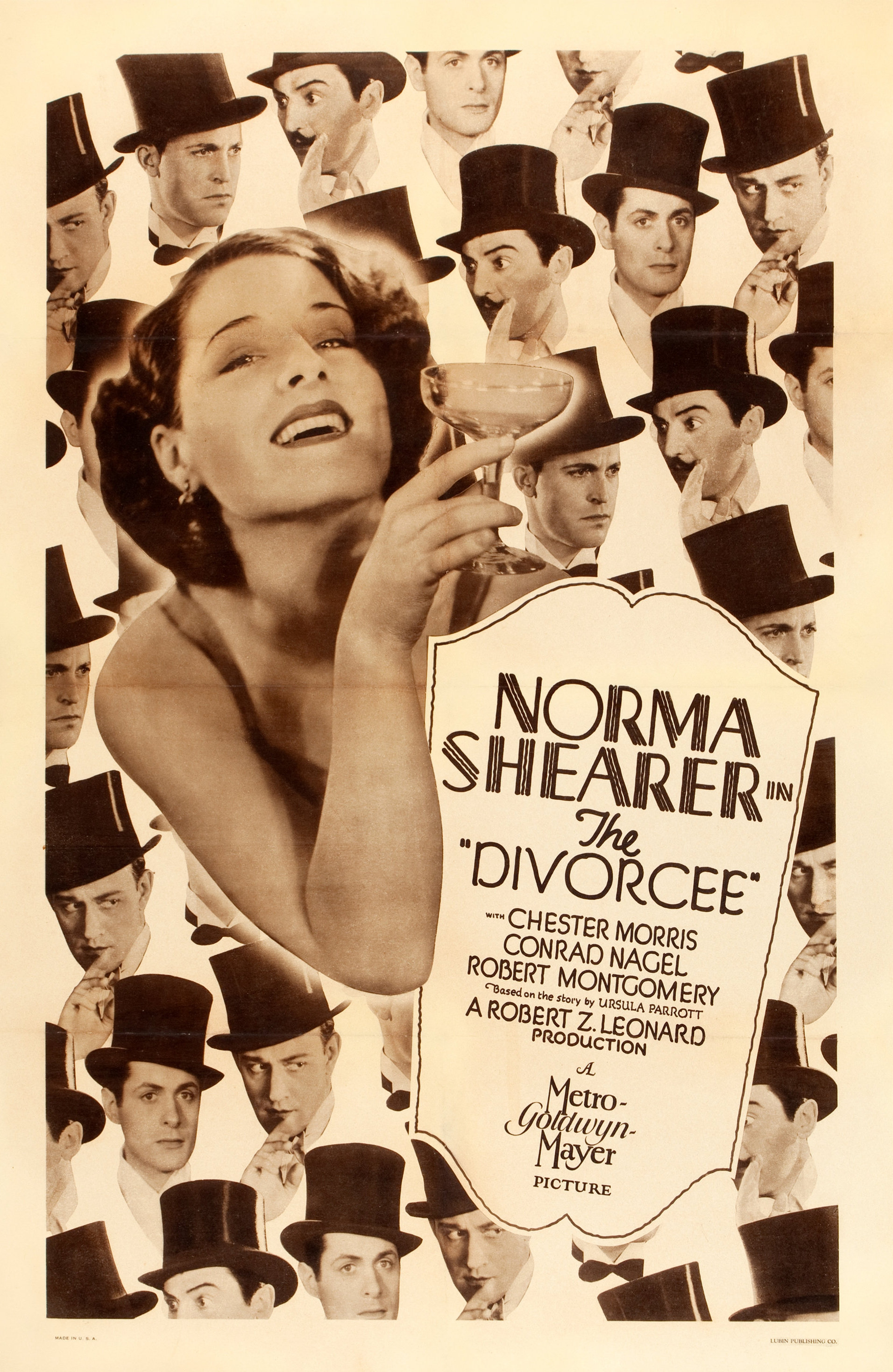
1930 — Norma Shearer în filmul Divorțata (în engleză The Divorcee)
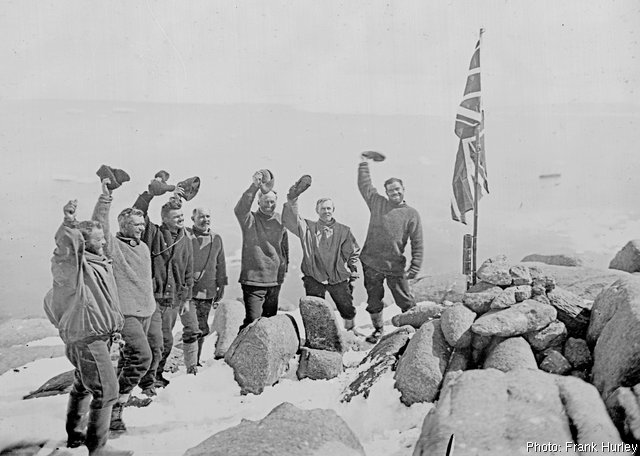
1930 —
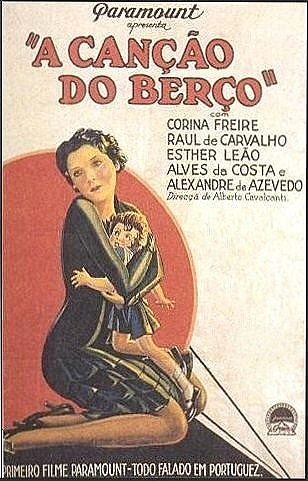
1930 —
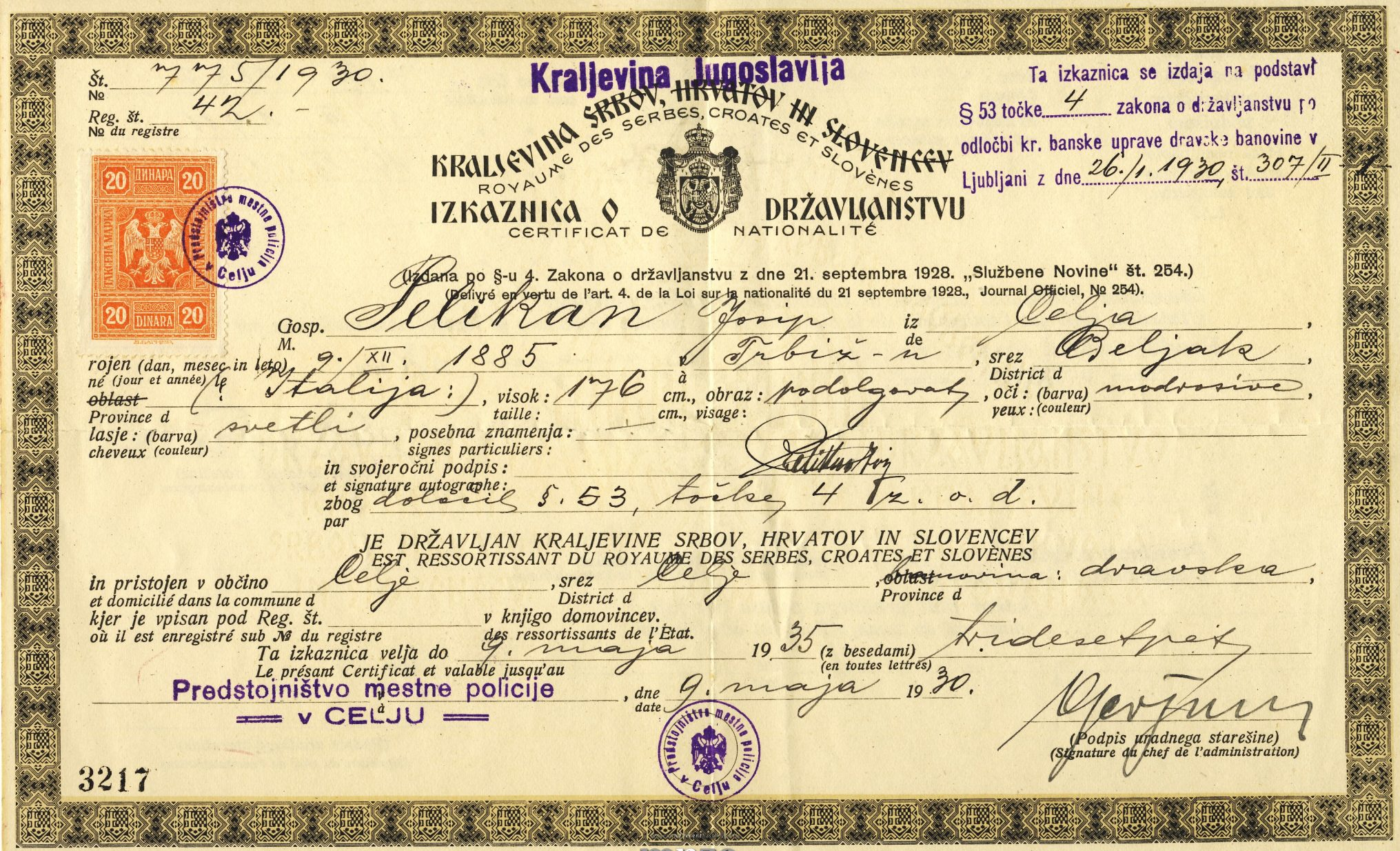
1930 —